# Onthophagus tersicollis
Onthophagus tersicollis là một loài bọ cánh cứng trong họ Bọ hung (Scarabaeidae).